# Blanchardina venosus
Blanchardina venosus är en fjärilsart som beskrevs av Blanchard 1852. Blanchardina venosus ingår i släktet Blanchardina och familjen rotfjärilar. Inga underarter finns listade i Catalogue of Life.